# Анархо-феминизъм
Анархо-феминизмът (също наричан анархически феминизъм) събира анархизма и феминизма. Анархо-феминизмът разглежда патриархата като едно от проявленията на йерархията и затова като главен проблем на обществото. Анархо-феминистите вярват, че борбата против патриархата е най-важната съставна част на класовата борба и борбата на анархистите против държавата и капитализма. По същество, тази философия гледа на борбата на анархистите като необходим компонент на борбата на феминистките (феминистите) и обратно. По думите на Сюзан Браун, „доколкото анархизмът е политическа философия, противопоставяща себе си на всички властови отношения, той в същността си е феминистки“. В САЩ, в общи линии, са разпространени индивидуалните форми на анархо-феминизма, когато в Европа се прави голям акцент на колективизма.
За начало на анархо-феминизма могат да се имат предвид отговорите на жени социалисти към анархистки и социалистки мизогенни публикации през средата на 19 век – например с „всички ваши борби са напразни, ако жените не маршируват с вас“. 
Анархо-феминизмът е бил вдъхновен от работите на такива анархо-феминисти в началото на XX век като Ема Голдман, Волтарин дьо Клеир (Voltairine de Cleyre) и Люси Парсънс. Ранната феминистка Мери Уолстънкрафт е имала прото-анархистки възгледи, а нейният съпруг Уилям Годуин често се смята за предтеча на анархо-феминизма. Във времето на гражданската война в Испания за защита на анархистки и феминистки идеи се самоорганизира анархическа и феминистка група „Мухерес Либрес“ („Свободни Жени“).
Анархо-феминизмът критикува възгледите на много теоретици на традиционния анархизъм, като Пиер-Жозеф Прудон и Михаил Бакунин, понеже те често разглеждат патриархата като незначителен проблем, който е второстепенен по отношение на капитализма, и който ще изчезне заедно с него. Някои даже поддържали патриархата. Прудон, например, разглеждал семейството като базово за обществото и неговата нравственост и смятал, че жените носят отговорност за изпълнението на традиционните роли в семейството.
Важна страна на анархо-феминизма е опозицията по отношение на традиционната концепция за семейство, образование и полови роли. Институтът на брака е обект на най-силни нападки. Дьо Клеир утверждавала, че бракът снишава индивидуалния ръст, а Голдман, че това, в най-вече е икономическо договаряне, за което жената плаща със своето име, своето самоуважение, със самия живот. Анархо-феминизмът също се застъпва за нейерархическа структура на семейството и образованието. Той също така е играл голяма роля в создаването на Съвременната Школа (Modern Schools) в Ню Йорк, основаваща се на идеите на Франциско Ферера (Francesc Ferrer i Guàrdia).
В англоговорещиите анархо-феминистки кръгове в САЩ в последно време възникна терминът „manarchist“ (игра на думи: man – мъж, anarchist – анархист) като упрек към анархистите-мъже, които свободни от проблемите на феминистките, всъщност са открити антифеминисти, и се вписват в патриархалното, и са „женоненавистници“. Този термин е бил популяризиран широко в разпространената през 2001 година анкета „Manarchist ли сте?“
Също така се забелязва, че анархо-феминистките в развитите страни са свободни от грижата към феминстите в страните от третия свят. Особено прави впечатление лошото положение на анархо-феминистките (феминисти) в Близкия изток. В наше време анархо-феминизмът е известен със своите силни влияния върху екофеминизма. „Екофеминистите правилно отчитат, че с изключение на анархо-феминистите нито едно феминистко направление не е осъзнало важността от избавянето от бариерата между природа и цивилизация“.
Съвременни анархо-феминистки групи са: боливийските „Мухерес Креандо“ (Mujeres Creando); Радикалните Чиърлидерки (Radical Cheerleaders) и ежегодната конференция „Ла Риволта!“ (La Rivolta!) в Бостън. Феминизмът се явява неотменим идеен принцип на болшинството съвременни анархисти.